# Àcid agonàndric
L'àcid agonàndric o àcid ximeninòlic, el qual nom sistemàtic és àcid (E)-8-hidroxioctadec-11-en-9-inoic, és un àcid carboxílic de cadena lineal amb devuit àtoms de carboni, un doble enllaç trans entre els carbonis 11-12, un triples enllaços entre els carbonis 9-10, a més d'un grup hidroxil {\displaystyle {\ce {-OH}}} al carboni 8, la qual fórmula molecular és {\displaystyle {\ce {C18H30O3}}}. En bioquímica és considerat un àcid gras.

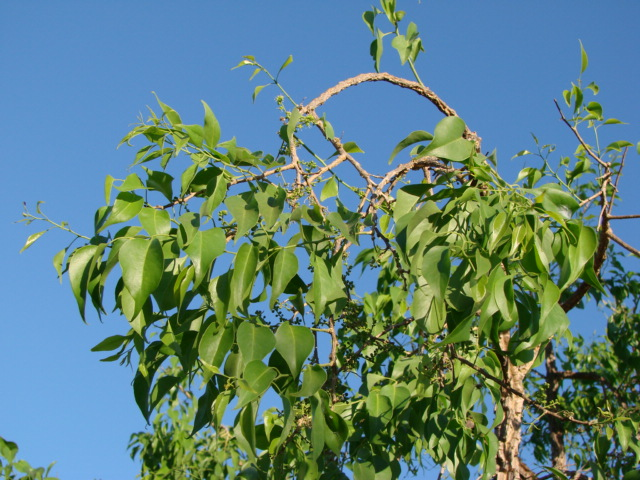
Agonandra brasiliensis

Fou aïllat el 1929 per L. Gurgel i T.F. de Amorim de l'oli d'agonandra, obtingut de les llavors de l'Agonandra brasiliensis, un arbre de l'amazonia, malgrat que la seva estructura no fou identificada inequívocament fins al 1998 i se'n derivà el nom comú, àcid agonàndric, del gènere Agonandra. Hom el troba a les espècies Agonandra silvatica (71,3 %); Agonandra excelsa (36,5 %); i Jodina rhombifolia (12,2 %).